# Daniel Charpilloz
Daniel Charpilloz (* 27. September 1892 in Bévilard; † 22. Juli 1955 ebenda) war ein Schweizer Industrieller und Gründungsmitglied des Rassemblement jurassien.

## Biografie
Er war eines von 13 Kindern des Industriellen und Politikers Alfred Charpilloz und von Irma geb. Voutat. Die familieneigene Zahnradfabrik Hélios in Bévilard zählte im Jahr 1900 rund 200 Beschäftigte. Daniel Charpilloz absolvierte das Gymnasium in Porrentruy und erlangte 1915 das Diplom am Technikum Biel. Anschliessend trat er in das Unternehmen Hélios ein, das er ab 1919 leitete (ab 1923 gemeinsam mit seinem zehn Jahre jüngeren Bruder Arnold Charpilloz). Dabei war er für die Fabrikation hauptverantwortlich. 1940 machte er sich selbstständig und gründete die Daniel Charpilloz SA in Malleray. Diese befand sich in den ehemaligen Räumlichkeiten der Uhrenfabrik Malleray Watch und war auf die Herstellung von Präzisionsgewindebohrern spezialisiert. Ein Jahr später verkaufte er seine Anteile an Hélios an seinen Bruder.
Anlässlich der Moeckli-Affäre forderte Charpilloz an der Protestkundgebung vom 20. September 1947 in Delémont die Loslösung des Jura vom Kanton Bern. Einen Monat später gehörte er zusammen mit Roland Béguelin, Roger Schaffter und 19 weiteren Personen zu den Gründungsmitgliedern der separatistischen Organisation Mouvement séparatiste jurassien (ab 1951 Rassemblement jurassien genannt). Bis 1954 war er deren erster Präsident.
1929 war Charpilloz Mitbegründer des Trusts der Zahnradhersteller und ab 1946 war er Präsident des Schweizerischen Verbands für Präzisionswerkzeuge und -instrumente. Nach seinem Tod wurde sein Unternehmen in eine Aktiengesellschaft umgewandelt und änderte 2005 seinen Namen in DC Swiss SA.